# Hrazina (rejon orszański)
Hrazina (biał. Гразіна; ros. Грязино, Griazino, pol. hist. Hriazin, Hrazino) – wieś na Białorusi, w obwodzie witebskim, w rejonie orszańskim, w sielsowiecie Mieżawa.

## Historia
W Rzeczypospolitej Obojga Narodów miejscowość leżała w województwie witebskim, w powiecie orszańskim. 17 stycznia 1719 wojski mścisławski Stanisław Kazimierz Enoinski i jego żona Konstancia Barbara Enoinska zapisali tutejsze dobra, występujące w testamencie pod nazwą Hrazin, z dworem Zasiekł i okolicznymi zaściankami, jezuickiemu kolegium mścisławskiemu. W Hrazinie istniała wówczas cerkiew unicka.
W XIX i w początkach XX w. wieś i majątek ziemski od 1896 należący do Rowieńskich. Położony był wówczas w Rosji, w guberni mohylewskiej, w powiecie orszańskim, w gminie Moszkowo. Tutejsza cerkiew była już wówczas prawosławna.
Następnie w granicach Związku Sowieckiego. Od 1991 w niepodległej Białorusi.